# Mrs. (película)
Mrs. es una película dramática india en idioma hindi de 2024, y es una nueva versión de la película malayalam The Great Indian Kitchen (2021). Protagonizada por Sanya Malhotra y dirigida por Arati Kadav, cuenta la historia de una mujer recién casada que tiene que lidiar con tradiciones patriarcales regresivas. Nishant Dahiya y Kanwaljit Singh son los coprotagonistas.
La película se estrenó en el Festival de Cine Indio de Melbourne de 2024 y también se proyectó en el Festival de Cine Indio de Nueva York. Fue estrenada en ZEE5 el 7 de febrero de 2025, recibiendo críticas positivas de la crítica, particularmente por la actuación de Malhotra.

## Trama
Richa, una bailarina con educación, es casada en un matrimonio concertado con Diwakar, un médico perteneciente a una familia extremadamente tradicional y patriarcal. Desde el principio, la situación se vuelve difícil para ella. Las tareas más pesadas de la cocina recaen exclusivamente en las mujeres, mientras que los hombres pasan el tiempo con sus teléfonos o asistiendo a clases de yoga. La estructura patriarcal es tan rígida que incluso la nuera debe llevarle el cepillo de dientes al suegro mientras él descansa en la terraza. Los hombres comen primero, dejando la mesa desordenada sin preocuparse por cómo o cuándo comerán las mujeres. Su comodidad y conveniencia siempre están por encima de cualquier consideración hacia sus esposas. La recién casada necesita tiempo para adaptarse a este nuevo entorno, y su suegra se ausenta para cuidar a su hija, quien está embarazada de siete meses.
Toda la carga de la cocina, la limpieza y las demás tareas domésticas recae sobre la protagonista. Su esposo ignora por completo sus necesidades y sentimientos. Cuando ella le expresa que las relaciones sexuales le resultan dolorosas y le solicita algo de preparación previa, él responde con sarcasmo, insinuando que parece saberlo todo sobre el tema, y añade que para ello debería sentir atracción por ella. Sus palabras la hieren profundamente, haciéndola llorar hasta quedarse dormida.
Su suegro le impide buscar trabajo, argumentando que la presencia de una mujer en el hogar aporta prosperidad a la familia. Al llegarle la menstruación, se aterra al darse cuenta de que las creencias de la familia sobre este tema son profundamente retrógradas. Su esposo se muestra desconcertado al saber que ha tenido el período, pues asumía que estaban intentando concebir un hijo. Se encuentra completamente distanciada de la vida que solía llevar.
Las injusticias llegan a su punto álgido y terminan con la esposa arrojando sobre su marido y su suegro agua del fregadero de la cocina y marchándose de casa en busca de su libertad y dignidad. La película termina con una escena que la muestra como profesora de baile independiente retratando sus dolores a través de un baile mientras su ex marido se casa nuevamente y la segunda esposa parece encontrarse con el destino de la primera

## Elenco
- Sanya Malhotra como Richa Sharma
- Nishant Dahiya como Diwakar Kumar
- Kanwaljit Singh como Ashwin Kumar, el padre de Diwakar
- Aparna Ghoshal como Meena Kumar, la madre de Diwakar
- Nitya Moyal como Saavi
- Viraj Mundkar como Vedprakash
- Varun Badola como Tunnu Bhaiya
- Loveleen Mishra como Nirjala, bua de Diwakar
- Harshika Kewalramani como Burbujas
- Mrinal Kulkarni como la madre de Richa
- Girish Dhamija como el padre de Richa
- Gulsita como la madre de Saavi
- Aaryan Arora como el hermano de Richa

La música está compuesta por Sagar Desai y Faizan Hussain, y las letras son de Neeraj Pandey, Arun Kumar, Pallavi Bhardwaj Hussain, Neeraj Pandey y Arun Kumar.

| Track listing |                        |           |          |  |
| N.º           | Título                 | Singer(s) | Duración |  |
| 16.           | «Bar Bar»              |           |          |  |
| 18.           | «Rukte Rukte Chali Re» |           |          |  |

## Estreno
La película ha sido estrenada en varios festivales de cine internacionales. Se estrenó en el Festival de Cine Black Nights de Tallin de 2023. El avance se dio a conocer en noviembre de 2023. La película fue seleccionada como película de clausura en el Festival de Cine Indio de Nueva York de 2024, donde Arati Kadav fue nominada a la categoría de Mejor Director. La película se estrenó en Asia en el 55º IFFI 2024 el 22 de noviembre de 2024, así como en el 14º Festival de Cine Indio de Melbourne (IFFM), 2024. Se lanzó directamente en la plataforma OTT ZEE5 el 7 de febrero de 2025.
Malhotra ganó el premio de Mejor Actriz por su actuación en la película en el Festival de Cine Indio de Nueva York de 2024.
Saibal Chatterjee de NDTV le dio 3/5 estrellas y observó que "Sanya Malhotra vive su papel y la directora Arati Kadav orquesta sus recursos con una eficiencia sorprendente". Sukanya Verma de Rediff.com le dio 4/5 estrellas y señaló que " La Sra. logra sin caer en un drama estridente". Shubhra Gupta de The Indian Express le dio 3 estrellas de 5 y dijo que "para aquellos que no vieron la película original en malayalam, esta película protagonizada por Sanya Malhotra tiene suficiente mérito. Es el tipo de película, con un puñado de actuaciones efectivas y un mensaje importante, que debería ser una película obligatoria para las parejas". Un crítico de Bollywood Hungama le dio 3 estrellas de 5 y escribió: " La Sra. es una nueva versión fiel y está llena de otra actuación memorable de Sanya Malhotra"
Nandini Ramnath, de Scroll.in, dijo sobre la película que "Mrs comunica la realidad que se esconde detrás de deliciosas comidas hechas a mano y preparaciones elaboradas. Muestra a una mujer inclinada sobre una llama o un fregadero, glorificada como la ama de casa perfecta, pero que a menudo no es mejor que una criada sin sueldo". Sana Farzeen de India Today le dio 3,5 estrellas y escribió en su reseña que "Mrs. es un reflejo inquietante de una realidad que muchas mujeres padecen en silencio, lo que la convierte en una película que vale la pena ver. Si bien puede que no capture por completo la crudeza sin filtros de The Great Indian Kitchen, aún ofrece una representación desgarradora del patriarcado sistémico". La crítica de cine Sucharita Tyagi elogia la película y dice: "Mrs. es una nueva versión demasiado fiel. Salvo algunas canciones y bailes (ineficaces), cada ritmo es casi idéntico al original. Incluso si uno no ha visto la película de Jeo Baby, el brillo, la textura y la voz general de Bollywood en Mrs. son tan abrumadores y completos que uno puede predecir con bastante precisión hacia dónde se dirige cada escena".